# Ли, Форрест
Форрест Ли (род. 1970-е, Тяньцзинь) — китайско-сингапурский бизнесмен, основатель и генеральный директор интернет-компании Sea Ltd (сфера деятельности — онлайн-продажи, сетевые игры и цифровые платежи; ей принадлежат игровой сервис Garena и платформа онлайн-торговли Shopee; по состоянию на 2020 г. Sea Ltd. — самая дорогая публичная компания Сингапура с капитализацией около 69 млрд долл.).
В марте 2019 года, после того как стоимость акций Sea Ltd. выросла на 45 %, собственный капитал Ли вырос до более чем 1 миллиарда долларов. Входит в топ-10 богатейших людей Сингапура.
Ли является геймдизайнером игры Garena Free Fire.
На данный момент живёт в Сингапуре.

## Биография
Ли учился в Шанхайском университете транспорта, а затем в Стэнфордской высшей школе бизнеса. Получил диплом инженера в Шанхайском университете и степень MBA в Стэнфорде.
В 2006 году переехав  из Америки в Сингапур вместе с женой Ма, предприниматель основал игровую компанию под названием GG Game, однако стартап провалился.
В 2009 году  Форрест Ли основал ещё один свой проект — Garena; его партнёрами в этом деле стали Чен и Е (все трое — уроженцы материкового Китая, ставшие натурализованными сингапурцами). В 2010 году они заключили контракт на дистрибуцию игр американской фирмы Riot Games, тогда же 40 % компании была продана Tencent, что дало крупные вливания в капитал (к настоящему времени доля Tencent сократилась до 20 %).
В 2014 году Garena запустила платёжный сервис AirPay (сейчас — SeaMoney)
В 2015 году создал интернет-магазин Shopee.
В 2017 году Garena была переименована в Sea, в преддверии IPO, запланированного на тот же год.  Разместив акции  на Нью-Йоркской фондовой бирже, Sea привлекла $884 млн при оценке больше чем в 4 млрд долл. «Соединяя точки» (Connecting the dots) — фраза из речи Стива Джобса 2005 года — стала слоганом Sea.

### Garena
Garena — платформа для игр на основе VPN, позволяет создать локальную сеть поверх Интернета. Распространяется по принципу «Free-to-play».
Garena также является эксклюзивным издателем игр во многих городах Юго-Восточной Азии, на Тайване и СНГ.

### Shopee
Shopee — платформа для онлайн-заказов. Она используется в южной Азии и на Тайване для покупок и продаж онлайн.

## Личная жизнь
Форрест Ли женат.